# Зютфен
Зютфен (нидерл. Zutphen, МФА: [ˈzʏtfə(n)]) — город и община в Нидерландах. Расположен в провинции Гелдерланд, при впадении Беркеля в Эйссел.
Город получил права между 1190 и 1196 годом, затем вступил в Ганзу. 22 сентября 1586 года в районе города Зютфен состоялось сражение между союзной англо-голландской армией и испанцами в рамках Восьмидесятилетней войны. Это сражение получило название «Битва при Зютфене».
По данным на январь 2014 года, население города составляет 47 168 человек. В городе расположена церковь святой Вальбурги, построенная в XII веке. Саду в английском стиле вокруг усадьбы Хавеке присвоен статус памятника природы.

## Известные уроженцы
В городе Зютфен родились лютеранский мученик Генрих Моллер, композитор и писательница Катарина Фелиция ван Рес, востоковед, дипломат и писатель Роберт ван Гулик и художник Самуэль Шварц.